# Szubin (gemeente)

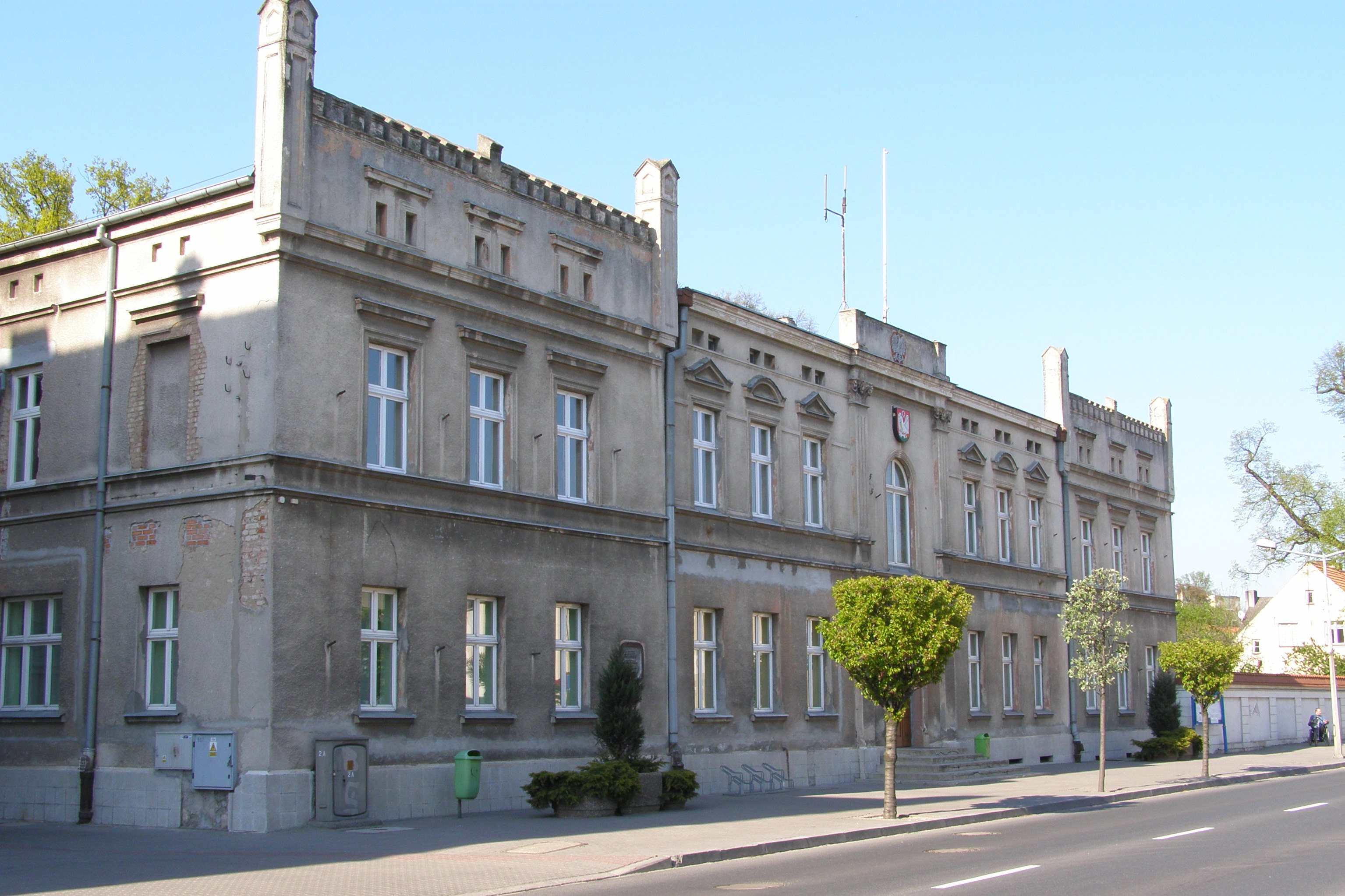
Stadhuis van Szubin

De gemeente Szubin is een stad- en landgemeente in het Poolse woiwodschap Koejavië-Pommeren, in powiat Nakielski.
De zetel van de gemeente is in Szubin.
Op 30 juni 2004 telde de gemeente 22 442 inwoners.

## Oppervlakte gegevens
In 2002 bedroeg de totale oppervlakte van gemeente Szubin 332,09 km², waarvan:
- agrarisch gebied: 57%
- bossen: 33%

De gemeente beslaat 29,64% van de totale oppervlakte van de powiat.

## Demografie
Stand op 30 juni 2004:
| Omschrijving                   | Totaal | Totaal | Vrouwen | Vrouwen | Mannen | Mannen |
| ------------------------------ | ------ | ------ | ------- | ------- | ------ | ------ |
| eenheid                        | aantal | %      | aantal  | %       | aantal | %      |
| inwoners                       | 22 442 | 100    | 11 382  | 50,7    | 11 060 | 49,3   |
| bevolkingsdichtheid (inw./km²) | 67,6   | 67,6   | 34,3    | 34,3    | 33,3   | 33,3   |

In 2002 bedroeg het gemiddelde inkomen per inwoner 1120,53 zł.

## Administratieve plaatsen (sołectwo)
Chomętowo, Chraplewo, Ciężkowo, Dąbrówka Słupska, Gąbin, Godzimierz, Grzeczna Panna, Kołaczkowo, Kornelin, Kowalewo, Królikowo, Łachowo, Małe Rudy, Mąkoszyn, Pińsko, Retkowo, Rynarzewo, Samoklęski Duże, Samoklęski Małe, Słonawy, Słupy, Smolniki, Stary Jarużyn, Szkocja, Szubin-Wieś, Tur, Wąsosz, Wolwark, Zalesie, Zamość, Żędowo, Żurczyn.

## Overige plaatsen
Ameryczka, Bielawy, Brzózki, Chobielin, Drogosław, Głęboczek, Jeziorowo, Koraczewko, Nadkanale, Niedźwiady, Olek, Podlaski, Rzemieniewice, Skórzewo, Smarzykowo, Stanisławka, Szaradowo, Trzciniec, Wojsławiec, Wrzosy, Wymysłowo, Zazdrość, Zielonowo.

## Aangrenzende gemeenten
Białe Błota, Kcynia, Łabiszyn, Nakło nad Notecią, Żnin

## Jumelage
Szubin had vanaf mei 1988 een officiële partnerschap met de Nederlandse gemeente Dinxperlo, tot deze laatste in januari 2005 opging in de gemeente Aalten.
- Library of Congress Control Number: n97120506
- Nationale Bibliotheek van Israël: 987007535646505171
- Virtual International Authority File: 154945876